# Cregganbaun
Cregganbaun is een plaats in het Ierse graafschap Mayo.